# Judith Walkowitz
Judith Walkowitz, también conocida como Judith R. Walkowitz  (Nueva York, 13 de septiembre de 1945) es una historiadora estadounidense. Sus investigaciones se han centrado en la cultura británica victoriana y la historia comparada de las mujeres, con especial atención a la historia de la prostitución y, en los últimos años, el espacio urbano. Destaca su libro Prostitution and Victorian Society (1980) y sus publicaciones de análisis sobre Jack el Destripador analizando el ambiente cultural que surge en torno a su figura y la influencia de su representación sensacionalista en los medios de comunicación.

## Trayectoria
Sus primeros pasos en la Universidad fueron como estudiante de medicina pero pronto se dio cuenta de que no era lo suyo -explica- por lo que en 1963 optó por estudiar historia en la Universidad de Rochester, en Nueva York. Eligió esta carrera -explica en una entrevista- porque en ella había un profesorado progresista, heterodoxo y abierto al pensamiento crítico. Se licenció con honores en 1967 bajo la dirección del historiador y filósofo Hayden White, una de las figuras que introdujo el giro lingüístico en historia y uno de los primeros en someter los escritos de la narrativa histórica a un análisis estructuralista. Inició estas investigaciones en un momento en el que ni el feminismo ni la prostitución eran temas recocidos en la investigación histórica. Fue en la misma Universidad de Rochester donde realizó el posgrado, obtuvo una maestría en 1968 y un doctorado en 1974. En ese periodo empezó a trabajar sobre feminismo y prostitución explorando la situación de la prostitución a finales del siglo XIX.
De 1971 a 1989 fue profesora de la Universidad de Rutgers impulsando el programa de posgrado en historia de la mujer. Primero trabajó como profesora asistente de historia y en 1979 se convirtió en profesora asociada y Profesora en 1984. Desde 1989 es catedrática de Historia de la Johns Hopkins University en Báltimor de donde en la actualidad es profesora emérita.
Walkowitz ha impulsado la innovación en la erudición histórica y defendido la presencia de mujeres historiadoras en las academias. Fue editora fundadora en 1972 de la revista Feminist Studies, la primera revista académica de estudios de la mujer y ha sido miembro de numerosos comités de programa de la Conferencia de Berkshire, presidió el comité de mujeres de la AHA y desde 1987 hasta 1990 presidió la Conferencia de Mujeres Historiadoras de Berkshire. En 1992 fue coorganizadora de la Conferencia de Género y Nacionalismo celebrada en Bellagio, Italia.

## Investigaciones
Las investigaciones de Judith Walkowitz se sitúan en la confluencia de la historia de la sexualidad y la historia de las mujeres con la historia urbana. Su trabajo Prostitution and Victorian Society: Women, Class, and the State fue pionero en el estudio de la Gran Bretaña victoriana. Décadas después en su libro Nights Out: Life in Cosmopolitan London (2012) amplía su interés por la historia cultural y social de Londres hasta mediados del siglo XX.
Llegó a la investigación sobre la prostitución, explica, explorando las alianzas en el siglo XIX de las feministas burguesas y las mujeres trabajadoras. Desde ese momento se convirtió en su tema de estudio.
En 1980 publicó su primer libro, Prostitution and Victorian Society, en el que examinó el sistema de regulación médica y policial de la prostitución, un sistema establecido por primera vez en 1864 y abolido en 1886, para controlar la propagación de enfermedades venéreas entre los hombres. En 1992 publicó City of Dreadful Delight (1992), donde traza una densa red cultural a través de la cual representaciones convincentes de peligro sexual, incluida la denuncia de W. T. Stead sobre la prostitución infantil y los reportajes sensacionalistas de Jack el Destripador, circularon en el Londres victoriano.

### La ciudad de las pasiones terribles
Su única obra traducida al español ha sido La ciudad de las pasiones terribles donde plantea el debate sobre la sexualidad, el placer sexual. El libro es una prolongación de su primer libro en el que analiza la regulación de la prostitución por parte del Estado y en el que se plantea qué tipo de transformaciones sufrió la prostitución bajo un sistema de regulación estatal, y por qué surgió un movimiento feminista para combatirlo.

### Jack el Destripador, el imaginario del miedo
En sus investigaciones se ha ocupado de la figura de Jack el Destripador. Considera que no se sabe si los crímenes fueron perpetrados por una o varias personas y ni siquiera si era un hombre. Su trabajo se centra en el examen del ambiente cultural que surge a partir de su figura en tanto que "mito de la violencia masculina contra las mujeres". El "pánico moral" y el sensacionalismo de los medios de comunicación fueron clave.

Todo esto pone en relación diversos factores que implican determinados imaginarios culturales del cuerpo femenino, cierta misoginia ambiente, ansiedad en torno a la autonomía de las mujeres o la tendencia a proyectar el problema de la violencia doméstica sobre el escenario de la calle (cuando el hogar siempre ha sido el espacio más peligroso para las mujeres). Es curioso que la historia sensacionalista del Destripador haya saltado al plano internacional y que haya servido para vincular toda una amplia cadena de canallas que han existido en otros muchos países. La figura del maníaco sexual parece haber sido un legado del período victoriano, un legado que no sólo aterroriza a las mujeres, sino que las moviliza a través de la acción colectiva en distintas coyunturas históricas.

### Prostitución y clases sociales
Walkowitz señala que en Estados Unidos la mayor parte de las mujeres que entran en el mundo de la prostitución son personas sin cualificación profesional, mujeres pobres, con frecuencia inmigrantes procedentes del mundo rural o de fuera del país. Sin embargo, apunta, en el siglo XXI se han producido cambios con la entrada de "mujeres de clase media" que "trabajan en servicios de acompañamiento" aunque -señala- aún representan un perfil "claramente minoritario".

## Influencia en otras investigaciones
Las investigaciones de Walkowitz han sido recogidas en posteriores investigaciones como en el caso del trabajo de Louise A. Jackson sobre abuso sexual a menores en la Inglaterra Victoriana en Child Sexual Abuse in Victorian England, en estudios relativos a las leyes sobre prostitución y abolicionismo
La investigadora española Nerea Barjola señala que la idea de analizar, desarrollar y definir el crimen de Alcácer como narración política surgió del trabajo de Walkowitz. Barjola denuncia que la construcción de narrativas sobre el peligro sexual determinan la vida, el cuerpo y las prácticas de las mujeres. En La ciudad de las pasiones terribles (1995) la historiadora estadounidense profundiza en las dinámicas sociales y culturales a raíz de los asesinatos atribuidos a Jack el Destripador Al igual que Walkowitz, Barjola no se ha centrado "en ver lo macabro de los actos del crimen sino cuáles son las dinámicas sociales y culturales que permitieron crear ese hito y a qué estaban respondiendo."

## Premios y reconocimientos
Judith R. Walkowitz ha recibido numerosos premios y becas, incluidos entre ellos la beca para Humanidades de la Fundación Guggenheim en 1993, el Fondo Nacional para las Humanidades, el Consejo Estadounidense de Sociedades Científicas y el de la Fundación Woodrow Wilson.

## Publicaciones
- Prostitution and Victorian Society: Women, Class, and the State. Cambridge University Press; 0 edition (1982-10-29)
- City of Dreadful Delight: Narratives of Sexual Danger in Late-Victorian London (Women in Culture and Society). University of Chicago Press, 1992
- La ciudad de las pasiones terribles. Narraciones sobre peligro sexual en el Londres victoriano (1995). Coleccion Feminismos
- Nights Out - Life in Cosmopolitan London  (2012) Yale University Press (2012-02-07)
- Sex and Class in Women's History: Essays from Feminist Studies. 2013 (Routledge; N.º 1 edición (3 enero 2013) Editions: Women's History)  ASIN  :  B0B36NLJ1W
- La fragilización de las relaciones sociales. (2008) VVAA. Jacques Donzelot, Judith R. Walkowitz, Ian Parker, Julia Varela Fernández, Erica Burman, Jaime Pastor.[14]